# Żabiczyn (Mazovie)
Pour les articles homonymes, voir Żabiczyn.
Żabiczyn (prononciation : [ʐaˈbit͡ʂɨn]) est un village polonais de la gmina de Nasielsk dans le powiat de Nowy Dwór Mazowiecki de la voïvodie de Mazovie dans le centre-est de la Pologne.
Il se situe à environ 7 kilomètres au sud-est de Nasielsk (siège de la gmina), 18 km au nord-est de Nowy Dwór Mazowiecki (siège du powiat) et à 39 km au nord de Varsovie (capitale de la Pologne).

## Histoire
De 1975 à 1998, le village appartenait administrativement à la voïvodie de Ciechanów.